# لیبلوس د اکسپوناچونه تره سانکته پر سالادینوم
لیبِلوس دِ اِکسپوناچونه تِره سانکته پِر سالادینوم یا فتح سرزمین مقدس به دست صلاح‌الدین (به لاتین: Libellus de expugnatione Terrae Sanctae per Saladinum)، گزارشی کوتاه اما با جزئیات از وقایع سرزمین مقدس در فاصله سال‌های ۱۱۸۶–۱۱۹۰ میلادی به زبان لاتین است که مورخی گمنام آن نگاشته‌است. این کتاب را گهگاه به رالف کوگشالی نسبت داده‌اند ولی جای تردید نیست که نگاشتهٔ یک فرد انگلیسی است که آن مدتی بعد از وقوع حوادث مربوط به فتح اراضی مقدس و در اوایل قرن ۱۳ میلادی نوشته‌است.
فتح مجدد سرزمین مقدس به دست صلاح‌الدین در سال ۱۱۸۷ میلادی، و پیامدهای آن موضوع اصلی این کتاب کوچک است. به سخن دیگر، این اثر اطلاعات قابل ملاحظه‌ای دربارهٔ حملهٔ نیروهای صلاح‌الدین به شهر جلیله و رویارویی مسلمانان با صلیبیون و نبرد حطین را که به پیروزی مسلمانان انجامید، دربردارد. به علاوه، نحو تسخیر و شهرهای ناصره، یافا، نابلس، عکا، اشکلون و اورشلیم از سوی صلاح‌الدین و عملکرد و رفتار او در این مناطق و نیز محاصره شهر صور از سوی او، در این کتاب آمده‌است. مؤلف گمنام این کتاب اطلاعاتی هم دربارهٔ فرقه نظامی شوالیه‌های معبد و هوسپیتالر ارائه کرده‌است. هر دوی آنها به‌ویژه شوالیه‌های معبد مورد ستایش نویسنده این اثر قرار گرفته‌اند و به زعم رانسیمان به تردستی، تمام اعمال ناروای این فرقه را نادیده انگاشته و از آنها گذشته‌است. در عین حال، در حق ریموند نیز لحنی دوستانه به کار برده‌است.
شرحی از محاصره اورشلیم از زبان سربازی زخم‌خورده که خود از مدافعان این شهر بوده‌است، نیز در این کتاب آمده‌است. این اثر با گزارشی از نحوه سازمان‌دهی محاصره شهر عکا از سوی صلیبیون و ورود نیرهای ارتش ریچارد یکم و فیلیپ دوم به شرق پایان می‌یابد.

## یادداشت
1. ↑  Joseph Stevenson